# Mélanie Arnaud
Mélanie Arnaud, née le 26 avril 1988 à Schiltigheim (Bas-Rhin), est une joueuse française de basket-ball évoluant au poste d'ailière.

## Carrière
- 2006 - 2008 :  Arras Pays d'Artois Basket Féminin (LFB)
- 2008 - 2009 :  Challes-les-Eaux Basket (LFB)
- 2005 - 2007 :  Union Lyon Basket Féminin (Nationale 1)
- Depuis 2010 :  COB Calais (LFB puis Ligue 2)

## Palmarès
Sélection nationale
- Mondial Espoirs en 2007
- Euro Espoir en 2007
- Euro Juniors en 2005
- Jeux de la Francophonie en 2005